# Poštovní celina

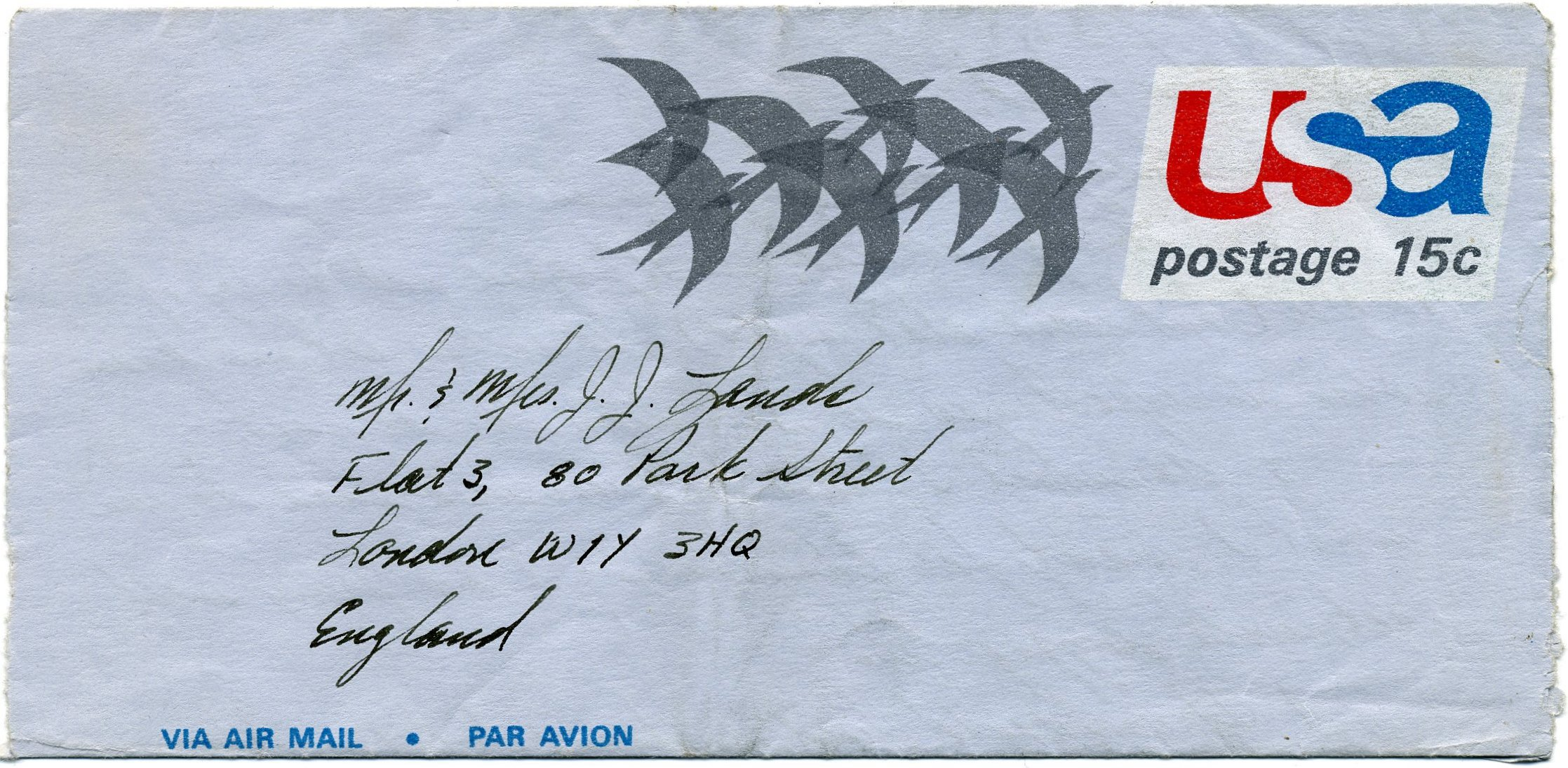
Také aerogram je poštovní celinou

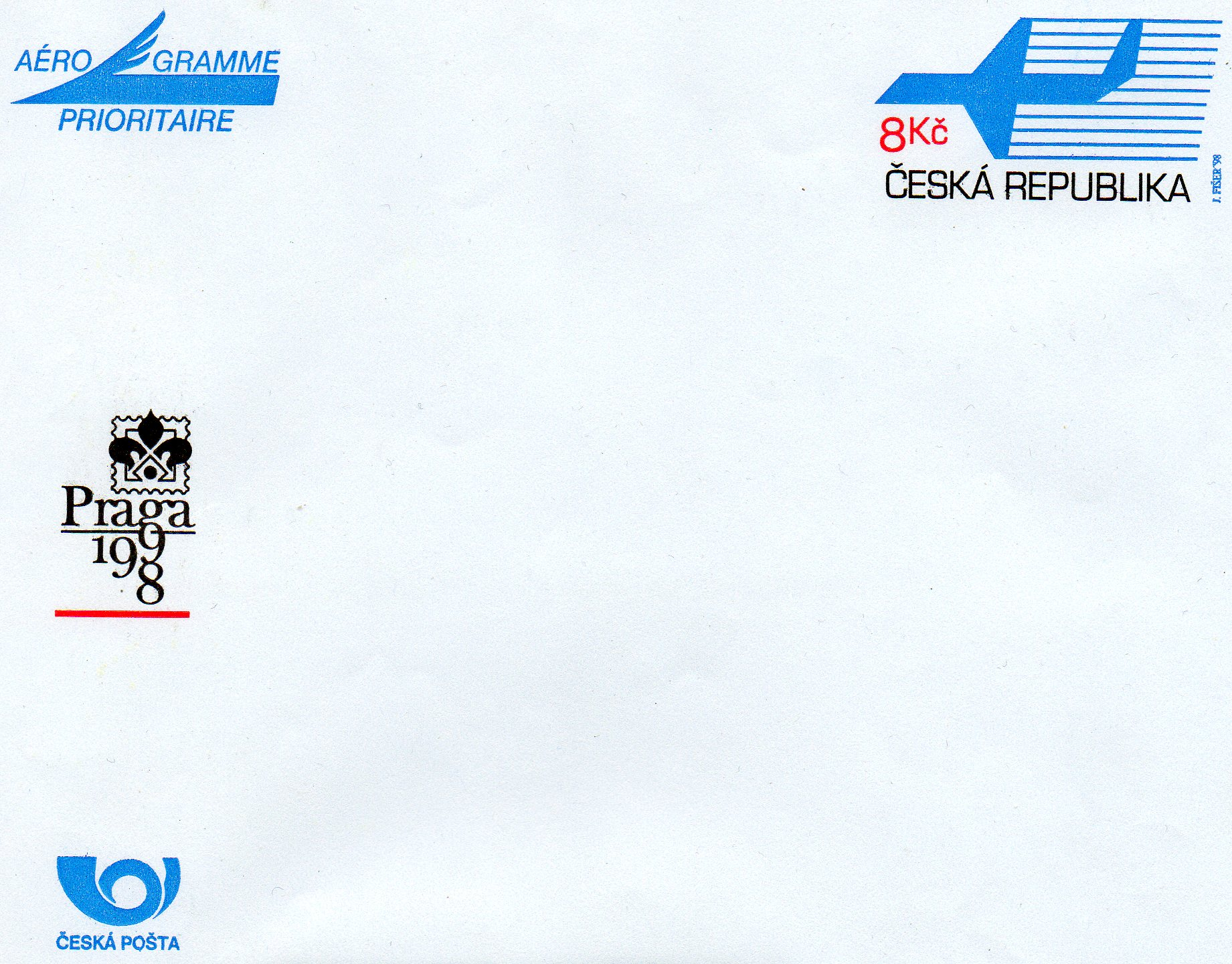
Český aerogram z roku 1998.

Poštovní celina je v poště používaná dopisnice, obálka apod. s vyobrazenou poštovní známkou či jí nahrazujícím vyobrazením, což z ní dělá státní ceninu.

## Popis poštovních celin
Celiny mohou být dopisnice (pohlednice), aerogramy, poštovní obálky a výběrky, na jejich přední – adresní straně (dříve se používalo označení lícová strana) byla vytištěna buď platná poštovní známka, nebo kresba či obrázek ji nahrazující. Na přední lícové straně je vyznačené místo pro napsání adresy. Rubová strana bývá prázdná.

## Historie
Nejstarší poštovní celinou je britská obálka navržená výtvarníkem Williamem Mulreadym, vydaná spolu s první známkou 6. května 1840. Obálka obsahovala informaci o výplatném Postage one penny nebo Postage two pence.
První dopisnice světa („korespondenční lístky“) zavedlo Rakousko-Uhersko na svém území, tedy i v dnešním Česku, 22. září 1869.

## Druhy celin

### Celina holubí pošty
Je jednoúčelovým druhem celiny určeným pro dopravu zpráv s pomocí cvičených poštovních holubů (viz Holubí pošta). Je přiměřeně lehká a tvarem uzpůsobená objemu pouzdra přenášeného holuby (viz holubí pošta).

### Celina s přetiskem
Dodatečně byly na některých celinách (zpravidla na známce) dotištěny či dopsány podle úředního nařízení další údaje, jako jiné číslice, změna státu či jiné zkratky.

### Celina s přítiskem
Obdoba celiny s přetiskem, ovšem prováděná mimo vyobrazenou známku. Někdy bylo prováděno úředně, jindy soukromě (např. oslavná akce). 

### Celina pro potrubní poštu
Byly to téměř klasické celiny s upraveným výplatným, které byly i jinak označené a mnohdy na barevných papírech. První celiny tohoto druhu pro potrubní poštu vydalo Rakousko roku 1875.

### Letecká celina
Celina označená pro použité v leteckém provozu (viz letecká pošta). Rozeznáváme letecké dopisnice, letecké obálky, letecké zálepky, aerogramy, pigeongramy. I zde platí, že celina musí mít vytištěnou známku či jiné vyobrazení výplatní hodnoty. 